# Riccardo Materazzi
Riccardo Giorgio Materazzi (ur. 15 czerwca 1963 w Brukseli) – włoski lekkoatleta, średniodystansowiec, medalista halowych mistrzostw Europy, olimpijczyk.

## Kariera sportowa
Odpadł w eliminacjach biegu na 800 metrów na mistrzostwach Europy juniorów w 1981 w Utrechcie, a także w eliminacjach biegu na 1500 metrów na halowych mistrzostwach Europy w 1982 w Mediolanie.
Zdobył srebrny medal w biegu na 1500 metrów na halowych mistrzostwach Europy w 1984 w Göteborgu, przegrywając jedynie z Peterem Wirzem ze Szwajcarii, a wyprzedzając Thomasa Wessinghage z Republiki Federalnej Niemiec. Zajął 11. miejsce w finale biegu na 1500 metrów oraz odpadł w ćwierćfinale biegu na 800 metrów na igrzyskach olimpijskich w 1984 w Los Angeles. Zajął 5. miejsce w biegu na 1500 metrów na światowych igrzyskach halowych w 1985 w Paryżu i również 5. miejsce na tym dystansie na halowych mistrzostwach Europy w 1985 w Pireusie.
Był halowym mistrzem Włoch w biegu na 1500 metrów w 1984 i 1985.
22 sierpnia 1984 w Zurychu ustanowił rekord Włoch w biegu na 1500 metrów czasem 3:35,79.
Rekordy życiowe Materazziego:
- bieg na 800 metrów – 1:46,03 (3 sierpnia 1984, Los Angeles)
- bieg na 1000 metrów – 2:17,14 (20 czerwca 1984, Piza)
- bieg na 1500 metrów – 3:35,79 (22 sierpnia 1984, Zurych)
- bieg na 800 metrów (hala) – 1:48,17 (1 lutego 1986, Budapeszt)
- bieg na 1500 metrów (hala) – 3:39,60 (3 lutego 1985, Turyn)